# My Heart Goes Bang (Get Me to the Doctor)
«My Heart Goes Bang (Get Me to the Doctor)» —en español: «Mi corazón explota (Llévame al medico)»— es una canción de 1985 de la banda británica Dead or Alive. Fue el cuarto y último sencillo del segundo álbum de estudio de la banda, Youthquake. Alcanzó la vigésimo tercera posición en las listas del Reino Unido, duodécima en Japón, y llegó a ser un éxito de discoteca en Estados Unidos.

## Remezclas
Se publicaron un remix de 7" y dos remixes extendidos de 12". La canción fue remezclada una tercera vez para el álbum recopilatorio de Dead or Alive, Rip It Up, publicado en otoño de 1987.
«My Heart Goes Bang» fue remezclada y regrabada de nuevo para Fragile y Unbreakable, que solo estuvieron disponibles a través de Avex Label en Japón.

## Vídeo musical
Algunas partes del vídeo muestran al cantante principal, Pete Burns, con una cazadora de cuero en la parte trasera de una motocicleta, y la banda desfilando por una pasarela con gafas de sol. No se publicaron videoclips oficiales para las versiones japonesas editadas en el 2000.

## Lista de canciones
UK 7"
1. "My Heart Goes Bang (Get Me to the Doctor)" [7" US Wipe Out Mix]  – 3:10
2. "Big Daddy of the Rhythm" (Live at the Hammersmith Odeon, July 1985)  – 3:25

UK 12"
1. "My Heart Goes Bang (Get Me to the Doctor)" [Extended]  – 7:20
2. "Big Daddy of the Rhythm" (Live at the Hammersmith Odeon, July 1985)  – 3:25
3. "My Heart Goes Bang (Get Me to the Doctor)" [7" Mix]  – 3:10

## Rendimiento en las listas
| Lista (1985)                       | Mejor posición |
| ---------------------------------- | -------------- |
| Australia (Kent Music Report)      | 41             |
| French singles chart               | 32             |
| Irish Singles Chart                | 21             |
| Japanese Singles Chart             | 12             |
| UK Singles Chart                   | 23             |
| U.S. Billboard Hot Dance Club Play | 15             |

- Datos: Q3868848